# Sadri Khiari
Sadri Khiari (àrab: صدري الخياري, Ṣadrī al-Ḫiyārī) (Tunis, 26 de febrer de 1958) és un activista antiracista tunisià, doctor en Ciències Polítiques. Des del 2003, viu exiliat a l'Estat francès i és un dels membres fundadors del Parti des Indigènes de la République.

## Trajectòria
Va néixer en el si d'una família d'activistes comunistes. El seu pare, Belhassen Khiari, havia estat secretari general de la Union Syndicale des Travailleurs Tunisiens.
És membre de l'oposició tunisiana des de finals de la dècada del 1970, quan es va incorporar a la secció tunisiana de la Quarta Internacional que va dirigir fins a mitjans de la dècada del 1990. Va ser membre fundador del Conseil national pour les libertés en Tunisie, del qual és responsable de les relacions exteriors.

## Obra publicada
- Sainte Caroline contre Tariq Ramadan: le livre qui met un point à Caroline Fourest, 2003.
- Tunisie. Le délitement de la cité: coercition, consentement, résistance, éditions Karthala, Paris, 2003.
- Pour une politique de la racaille: Immigré-e-s, indigènes et jeunes de banlieue, éditions Textuel, Paris, 2006.
- La contre-révolution coloniale en France de de Gaulle à Sarkozy, éditions La Fabrique, Paris, 2009.
- Nous sommes les indigènes de la République, 2012.
- Malcolm X. Estrategia de la dignidad negra, Artefakte, 2014.
- ¡Intégrate tú! Hablan los indígenas de la República francesa, Bellaterra Edicions, 2021.